# MAXIMUM COLLECTION
『MAXIMUM COLLECTION』（マキシマム・コレクション）は、日本の女性ダンス・ボーカルグループMAXの初のベストアルバムである。

## 概要
- MAXブレイクのきっかけとなった3rdシングル「TORA TORA TORA」から14thシングル「銀河の誓い」までの12枚のシングルと、メンバーがオリジナルアルバムやシングルのカップリングからセレクトした3曲が収録されたMAX初のベストアルバムである。
- 初回限定盤は特殊パッケージ仕様。
- DISC2はユーロビートのカバー曲やユーロビート・リミックスがノンストップ・メガミックスで収録された8cmCD『MAXIMUM HYPER NON-STOP MEGA-MIX』となっている。
- 第14回日本ゴールドディスク大賞ポップ・アルバム・オブ・ザ・イヤーを受賞。

## 収録曲

### CD DISC1
1. TORA TORA TORA
3rdシングル。
2. Seventies
4thシングル。
3. GET MY LOVE!
5thシングル。
4. Give me a Shake
6thシングル。
5. Love is Dreaming
7thシングル。
6. Shinin' on - Shinin' love
8thシングル。
7. I will
8thシングル。「Shinin' on - Shinin' love」の2曲目に収録。
2ndオリジナルアルバム。「MAXIMUM II」の4曲目に収録。
8. Easy Easy
2ndオリジナルアルバム。「MAXIMUM II」の1曲目に収録。
9. 閃光-ひかり-のVEIL
9thシングル。
10. SO REAL
9thシングル。「閃光-ひかり-のVEIL」の2曲目に収録。
11. Ride on time
10thシングル。
12. Grace of my heart
11thシングル。
13. Love impact
12thシングル。アルバム初収録。
14. あの夏へと
13thシングル。アルバム初収録。
15. 銀河の誓い
14thシングル。アルバム初収録。

### CD DISC2 『MAXIMUM HYPER NON-STOP MEGA-MIX』
1. LOVE DESIRE
2. Ride on time (EUROBEAT REMIX)
3. LOVE LOVE FIRE
4. GET MY LOVE!
5. Seventies
6. EXTASY
7. DON'T YOU LOVE ME
8. 閃光-ひかり-のVEIL (EXTENDED JOYFUL REMIX)
9. TORA TORA TORA
10. STRANGER IN THE NIGHT
11. KISS TO KISS
12. BECAUSE I NEED YOU
13. Love impact (MERODIC REMIX)
14. あの夏へと (TIME GO GO REMIX)
15. 銀河の誓い (Mr.No.1 REMIX)